# Kaple svatého Jana a Pavla (Čakovice)
Obecní kaple svatého Jana a Pavla v Čakovicích je sakrální stavba stojící na návsi. Je zasvěcena křesťanským prvomučedníkům rodným bratrům sv. Janu a sv. Pavlovi, kteří byli sťati pro víru v období pronásledování církve ve 4. století (snad v roce 362) za císaře Juliána odpadlíka. Bývá nazývána v památkových katalozích také kaplí sv. Jana Nepomuckého a sv. Pavla, zřejmě pro sošku sv. Jana Nepomuckého, která se nacházela v průčelní nice, ale kombinace patrocinia těchto dvou světců by byla velmi neobvyklá, neodpovídající liturgickým zvyklostem. Navíc katalog litoměřické diecéze z roku 1997, který se opírá o předchozí katalog z roku 1934 a ještě starší zdroje, ji uvádějí jako zasvěcenou svatým rodným bratřím Janovi a Pavlovi. Od roku 1964 je kaple chráněna jako kulturní památka.

## Popis
Kaple je pozdně barokní z počátku 19. století. Obnovena byla v roce 1884. Jedná se o podélnou stavbu s trojbokým závěrem, pilastry a čabrakovými hlavicemi. Štít je opatřen půlkruhovým vrcholem a nikou, ve které se zřejmě ještě v 70. letech 20. století nacházela soška sv. Jana Nepomuckého, nad kterou byly umístěny hodiny. Uvnitř má kaple valenou klenbu s lunetami. Je zde oltář a nacházely se zde také lidové obrazy světců.

## Okolí kaple
Na okraji obce u čp. 17 se nachází litinový křížek s andílky. Křížek stojí na kamenném podstavci s německým nápisem a letopočtem 1832.